# Asbolo (centauro)
Asbolo è uno dei Centauri della mitologia greca, dotato di poteri di preveggenza.
Tentò inutilmente di dissuadere gli altri centauri dal recarsi alle nozze di Ippodamia avendo presagito lo scontro che ne sarebbe scaturito. Avvisò Nesso che sarebbe morto per una freccia scoccata da Eracle.
Asbolo, sopravvissuto alla centauromachia, morì ucciso anch'egli da Eracle che lo crocifisse per punirlo della sua malvagità verso gli uomini e gli dei.